# 利坎卡武爾火山
22°50′01″S 67°52′58″W / 22.83361°S 67.88278°W

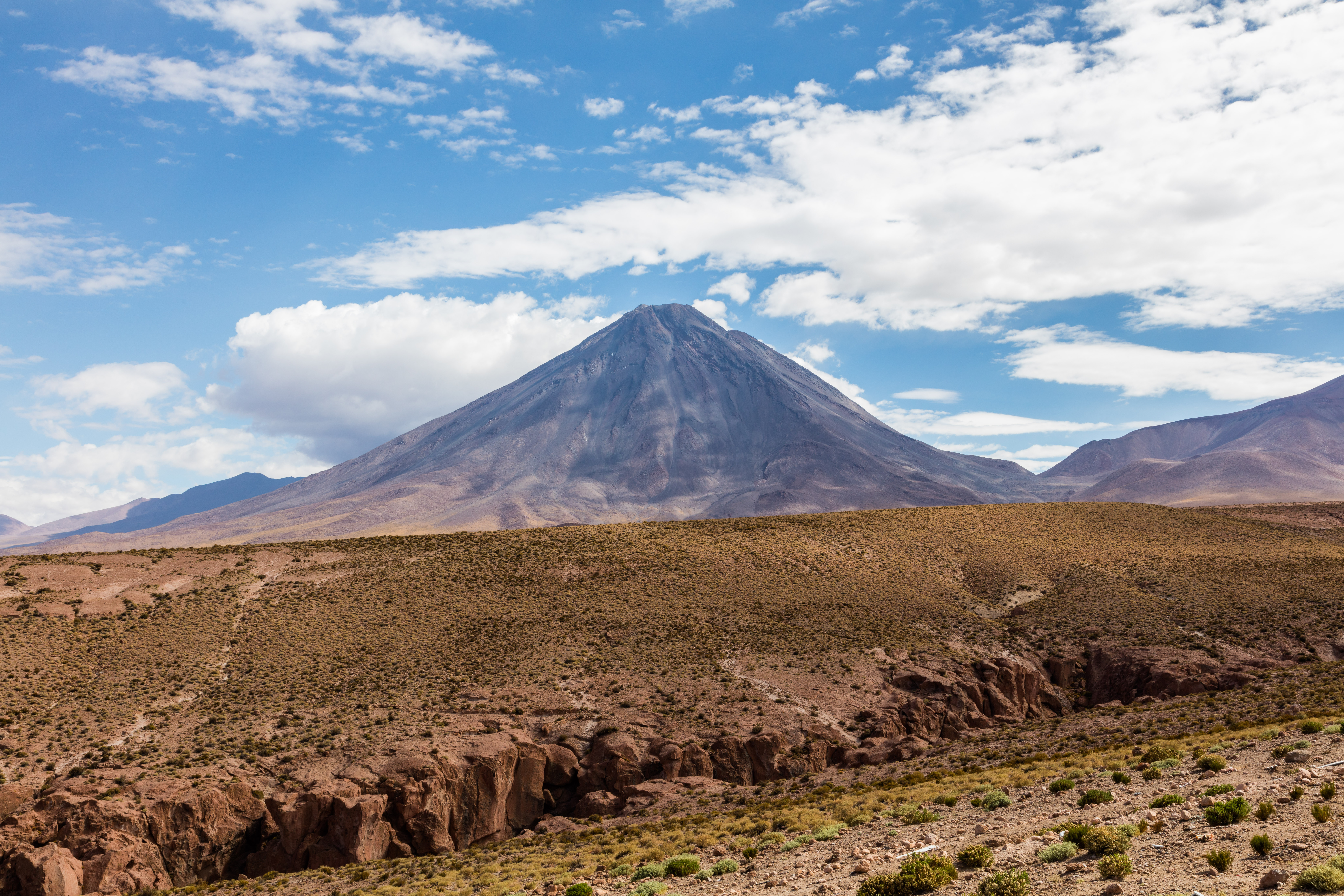

利坎卡武爾火山是南美洲的火山，屬於安第斯山脈的一部分，位於智利和玻利維亞接壤的邊境，海拔高度5,920米，山體在全新世時期形成。

## 外部連結
- Excursion al Volcán Licancabur
- Licancabur, tour 2003（页面存档备份，存于）
- Highest Lakes on Earth
- Licancabur, cerca de Marte - Mercuria Calama article（页面存档备份，存于） - (In Spanish).